# Turner Classic Movies
Turner Classic Movies (TCM) è un canale televisivo statunitense a pagamento che trasmette principalmente film, di proprietà di Warner Bros. Discovery. Nato nel 1994, Turner Classic Movies ha la sua sede al campus della Turner di Techwood ad Atlanta, Georgia.
La programmazione del canale consiste principalmente di lungometraggi classici distribuiti nelle sale dalla cineteca Turner Entertainment Co., che comprende film della Warner Bros. (film usciti prima del 1950), Metro-Goldwyn-Mayer (film usciti prima di maggio 1986) e i diritti di distribuzione in Nord America dei film della RKO Radio Pictures. Tuttavia, Turner Classic Movies trasmette in licenza anche film di altri studi e occasionalmente mostra film più recenti.
Il canale è disponibile negli Stati Uniti, Canada, Regno Unito, Irlanda, Malta Italia toscana (come Turner Classic Movies), America Latina, Francia, Grecia, Cipro, Spagna, paesi nordici, Medio Oriente, Africa (come TNT), e Asia-Pacifico.